# 420 (båtmodell)
420 är en internationell tvåmansjolle ritad av fransmannen Christian Maury år 1959. Båten är en planande enskrovs-jolle med centerbord och bermudarigg. Jollen har enkel trapets och spinnaker. Den är (som namnet säger) 420 centimeter lång. Klassen innehar internationell ISAF status och har blivit utsedd till utvecklingsklass för ungdomar i 43 länder jorden runt.

## Historia
420:an designades av den franska ingenjören Christian Maury år 1959. Klassen utvecklades snabbt i Frankrike under 1960-talet. Klassen valdes till tvåmansklass för "ISAF Youth Sailing World Championships" (Internationella seglarförbundets ungdomsvärldsmästerskap) år 1971 då tävlingen anordnades för första gången. ISAF Youth Sailing World Championships är den mest prestigefyllda seglingstävlingen för ungdomar, vars idé är att erbjuda unga seglare en språngbräda ut på den internationella seglingsscenen. Sedan dess har klassen använts som tvåmansklass för herrar respektive damer under nästan samtliga upplagor av tävlingen. År 1972 erhöll klassen internationell World Sailing status, vilket bland annat innebär rätten att anordna officiella världsmästerskap i klassen. Klassen rekommenderas även av internationella seglarförbundet (ISAF) som en utvecklingsklass för ungdomar, och har utsetts till denna roll av nationella förbund i 43 länder. 
420 är en mycket populär klass, internationellt sett, och genom åren har ca. 56 000 båtar byggts världen över. Idag byggs ca. 350 båtar per år. Trots att klassen i många delar av världen har stort stöd, har den dock under de senaste åren tappat fotfäste i norden. I Sverige är klassen idag i det närmaste utdöd. Detta är delvis på grund av att de nordiska seglarförbunden börjat stötta 29er som tvåmansklass istället för 420.

## Konstruktion
Skrovet är byggt i glasfiber med interna luft-tankar vilket gör att båten flyter även om den kapsejsar. Enbart skrovet väger 80 kg, och den riggade båten väger 100 kg. Jollen är byggd för att plana lätt och har en relativt stor segelyta jämfört med sin vikt. Riggen är en bermudarigg med storsegel och fock samt spinnaker för läns. Båten har, precis som alla jolleklasser, centerbord. 420 är en tvåmansklass, och skall seglas av två personer, en skeppare och en gast.